# Портрет Андрея Александровича Ефимовича
«Портрет Андрея Александровича Ефимовича» — картина Джорджа Доу и его мастерской из Военной галереи Зимнего дворца.
Картина представляет собой погрудный портрет генерал-майора Андрея Александровича Ефимовича из состава Военной галереи Зимнего дворца.
С начала Отечественной войны 1812 года полковник Ефимович командовал Александрийским гусарским полком, отличился в сражении при Городечно. В Заграничных походах 1813 года в сражении под Лютценом был ранен, за отличие при Бриенн-ле-Шато был произведён в генерал-майоры.
Изображён в генеральском мундире, введённом для кавалерийских генералов 6 апреля 1814 года, на плечи наброшена шинель. Слева на груди звезда ордена Св. Анны 1-й степени; на груди серебряная медаль «В память Отечественной войны 1812 года» на Андреевской ленте и бронзовая дворянская медаль «В память Отечественной войны 1812 года» на Владимирской ленте. С тыльной стороны картины надпись: Effimovitch. Подпись на раме: А. А. Ефимовичъ 1й, Генералъ Маiоръ. При написании наград художник пропустил шейный крест ордена Св. Владимира 3-й степени, которым Ефимович был награждён 4 февраля 1813 года за отличие под Городечно, и нагрудный крест ордена Св. Георгия 4-го класса, который Ефимович получил 20 мая 1808 года за Фридландское сражение.
7 августа 1820 года Ефимович был включён в список «генералов, заслуживающих быть написанными в галерею» и 4 июня 1823 года император Александр I приказал написать его портрет. Ефимович скончался в начале августа 1823 года, и скорее всего не успел позировать Доу. В таком случае художник для написания галерейного портрета должен был воспользоваться портретом-прототипом, этот прототип современным исследователям неизвестен. Гонорар Доу был выплачен 21 июня 1827 года и 15 января 1828 года. Готовый портрет был принят в Эрмитаж 21 января 1828 года. Поскольку предыдущая сдача готовых портретов в Эрмитаж состоялась 8 июля 1827 года, то галерейный портрет Ефимовича можно считать исполненным между этими датами.
В 1840-е годы в мастерской Карла Края по рисунку И. А. Клюквина с портрета была сделана литография, опубликованная в книге «Император Александр I и его сподвижники» и впоследствии неоднократно репродуцированная.